# Interporto Futebol Clube
O Interporto Futebol Clube é um clube de futebol brasileiro sediado na cidade de Porto Nacional, no estado de Tocantins. Sua fundação ocorreu em 13 de julho de 1990. Ao longo de sua trajetória, o clube obteve êxito ao conquistar o título do campeonato estadual em quatro ocasiões e também participou de distintas edições de competições de abrangência nacional, tais como a Copa Verde, a Copa do Brasil e a Série D do Campeonato Brasileiro.

## História
Estabelecido em 13 de julho de 1990, o Interporto inaugurou sua participação no cenário futebolístico tocantinense durante o campeonato estadual de 1995, no qual alcançou a oitava posição. A partir desse ponto, o clube solidificou sua posição como uma das principais equipes da região, culminando na conquista da Copa Tocantins em 1998 e mantendo-se consistentemente entre as três melhores equipes do Campeonato Tocantinense de 1997 a 2002, inclusive com a obtenção do título em 1999.
Entretanto, após um bom início na elite do estado, experimentou algumas temporadas de desempenho aquém da média, resultando em seu rebaixamento em 2008. O retorno, porém, se deu no ano subsequente com a conquista da Segunda Divisão. O clube foi vice-campeão em 2011 e campeão em 2013. Esse título, inclusive, assegurou a participação do clube na Copa do Brasil e na Série D do Campeonato Brasileiro. Na década de 2010, teve êxito ao conquistar mais dois títulos do campeonato estadual, nos anos de 2014 e 2017.
No ano de 2023, o clube enfrentou desafios financeiros que impactaram negativamente em seu desempenho, culminando no rebaixamento para a segunda divisão estadual. Além disso, na Série D do Campeonato Brasileiro, a equipe experimentou várias derrotas expressivas, destacando-se a derrota por 10 a 0 para o Brasiliense, além dos placares desfavoráveis de 8 a 1 para o Iporá, 7 a 0 para o Anápolis e 6 a 0 para o Operário VG.

## Títulos
| Estaduais                                 | Estaduais | Estaduais               | Estaduais |
| Competição                                | Títulos   | Temporadas              |           |
| ----------------------------------------- | --------- | ----------------------- | --------- |
| Campeonato Tocantinense                   | 4         | 1999, 2013, 2014 e 2017 |           |
| Campeonato Tocantinense - Segunda Divisão | 1         | 2009                    |           |
| Copa Tocantins                            | 1         | 1998                    |           |